# Paul Kneppers
Paul Kneppers (24 maart 1984) is een Nederlandse wielrenner die rijdt voor de opleidingsploeg van het Spaanse procontinentale team Caja Rural. Sinds 1 augustus 2011 rijdt hij als stagiair voor het hoofdteam. Hij is zijn wielerloopbaan begonnen bij de wielervereniging Westland Wil Vooruit. Kneppers rijdt al sinds najaar 2006 in kleinere Spaanse ploegen.